# Fjällhuggspindel
Fjällhuggspindel (Gnaphosa sticta) är en spindelart som beskrevs av Kulczynski 1908. Fjällhuggspindel ingår i släktet Gnaphosa och familjen plattbuksspindlar. Arten är reproducerande i Sverige. Inga underarter finns listade i Catalogue of Life.